# Клюкін Микита Сергійович
Микита Клюкін (рос. Никита Клюкин; 10 листопада 1989, Рибінськ — 7 вересня 2011, Ярославль) — російський хокеїст, що грав на позиції центрального нападника.

## Ігрова кар'єра
Професійну хокейну кар'єру розпочав 2008 року.
Усю професійну клубну ігрову кар'єру, що тривала 4 років, провів, захищаючи кольори команди «Локомотив» (Ярославль) (КХЛ).
Виступав у складі юніорської збірної Росії чемпіон світу серед юніорів 2007.

## Загибель
7 вересня 2011 під час виконання чартерного рейсу за маршрутом Ярославль—Мінськ сталася катастрофа літака Як-42 внаслідок чого загинуло 43 особи з 45-и (після авіакатастрофи вижило лише двоє — хокеїст Олександр Галімов та бортінженер Олександр Сізов, які у важкому стані були госпіталізовані до міської лікарні Ярославля), серед загиблих також був і гравець Микита Клюкін.

## Статистика
| 2008/09 | «Локомотив» (Ярославль) | КХЛ | 19 | 2 | 3 | 5  | 8  | 15 | 1 | 2 | 3 | 0 |
| 2009/10 | «Локомотив» (Ярославль) | КХЛ | 38 | 4 | 3 | 7  | 14 | 6  | 2 | 1 | 3 | 0 |
| 2009/10 | «Локо»                  | МХЛ | 4  | 2 | 2 | 4  | 2  | 1  | 0 | 1 | 1 | 0 |
| 2010/11 | «Локомотив» (Ярославль) | КХЛ | 47 | 5 | 8 | 13 | 8  | 5  | 0 | 0 | 0 | 2 |
| 2010/11 | «Локо»                  | МХЛ | 3  | 1 | 1 | 2  | 2  | 1  | 0 | 0 | 0 | 0 |